# Felsőfüves
Felsőfüves (Vărzarii de Sus), település Romániában, a Partiumban, Bihar megyében.

## Fekvése
Vaskohtól keletre, a Fekete-Körös jobb partja közelében fekvő település.

## Története
'Felsőfüves nevét 1552-ben említette először oklevél Felseo Fywes néven.
1600-ban Felseo Warsall, 1808-ban Verzár (Felső-), 1888-ban Felső Verzár néven írták.
1851-ben Fényes Elek írta Felsőfüvesről:
Felső-Verzár, Bihar vármegyében, a váradi deák püspök vaskohi uradalmában: 365 óhitü lakossal, s anyatemplommal. Határának 1/8 része hegyes, a többi egyenes föld, s 1703 holdra terjed ... Mind urbáriség.
1910-ben 375 lakosából 10 magyar, 365 román volt. Ebből 364 görögkeleti ortodox, 7 izraelita volt.
A trianoni békeszerződés előtt Bihar vármegye Vaskohi járásához tartozott.

## Hivatkozások

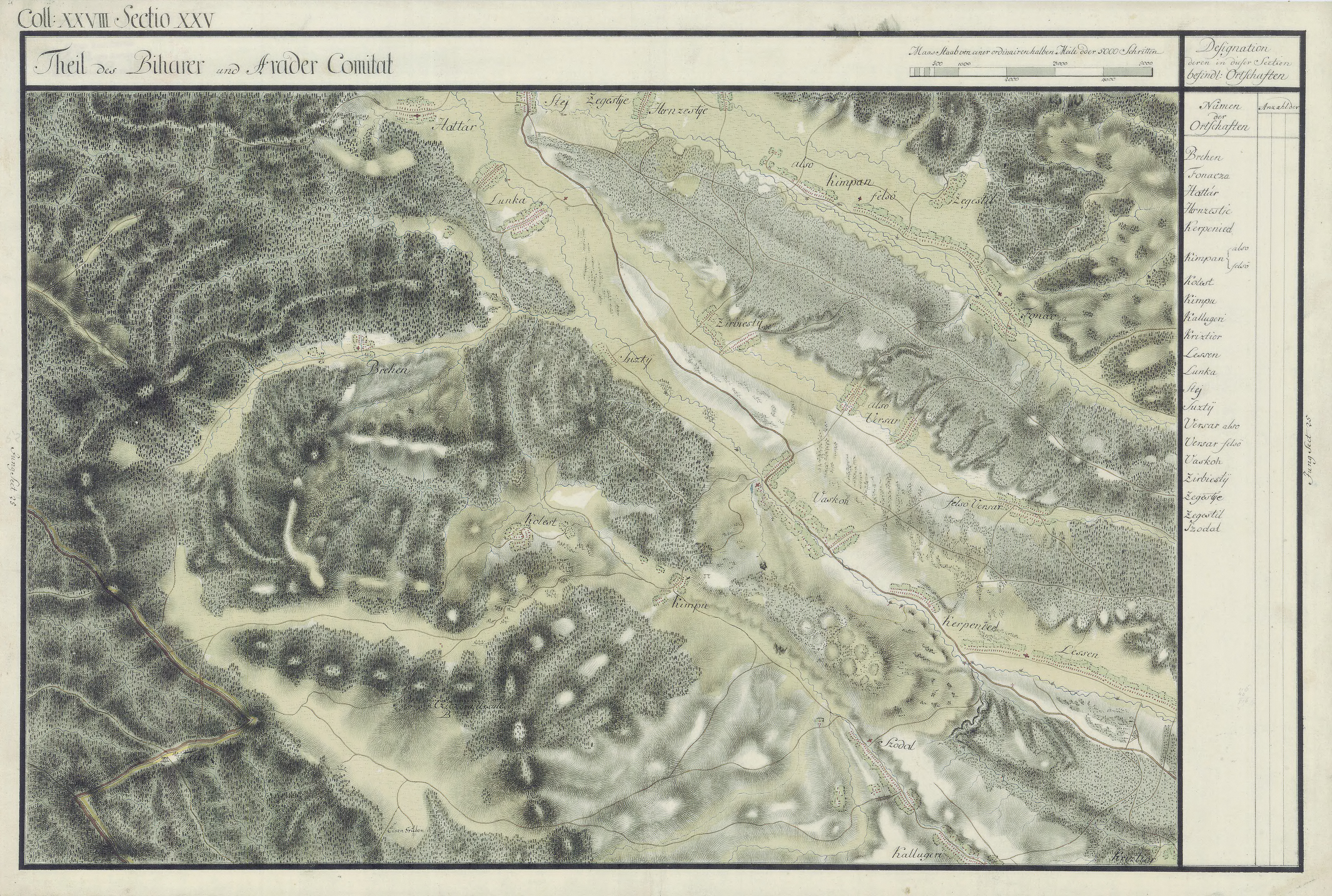
Felsőfüves egy régi térképen